# Baud
Inden for telekommunikation er baud (udtales [ˈbo], symbol "Bd") en enhed for symbolhastighed (også kaldet symbolrate) og er defineret som antallet af datasymboler per sekund for en dataforbindelse. Baud er relateret til, men ikke det samme som bitrate, da et symbol kan indeholde flere bits.
Symbollængden, altså hvor lang tid det tager at sende 1 symbol, beregnes ud fra formlen:
{\displaystyle T_{s}={1 \over f_{s}},}
hvor fs er baudraten.
Et eksempel: En baudrate på 1 kBd = 1.000 Bd er ensbetydende med en symbolhastighed på 1.000 tegn per sekund. Hvis det drejer sig om et modem, svarer dette til 1.000 toner per sekund eller 1.000 pulser på en elektrisk linje. Symbollængden er dermed 1/1.000 sekund = 1 millisekund.
Enheden 'Baud' er opkaldt efter Emile Baudot, opfinderen af Baudotkoden, der anvendtes til telex/fjernskrivere.